# Камбоджа на Олимпийских играх
Камбоджа впервые приняла участие в Олимпийских играх в 1956 году. Камбоджа с перерывами участвовала в десяти летних Олимпийских играх, но никогда не принимала участие в зимних играх. На счету камбоджийских спортсменов нет ни одной олимпийской медали.
Спортсмены Камбоджи принимали участие в соревнованиях по боксу, борьбе, велоспорту, вольной борьбе, дзюдо, конном спорте, лёгкой атлетике, парусному спорту, плаванию и тхэквондо. Наиболее крупную делегацию (11 человек) Камбоджа выставила на Играх 1964 года.
Национальный Олимпийский комитет Камбоджи был основан в 1983 году, признан Международным олимпийским комитетом в 1994 году.

## Таблица медалей

### Летние Олимпийские игры
| Игры                | Спортсменов          | Золото               | Серебро              | Бронза               | Всего                | Место                |
| ------------------- | -------------------- | -------------------- | -------------------- | -------------------- | -------------------- | -------------------- |
| 1956 Мельбурн       | 2                    | 0                    | 0                    | 0                    | 0                    | —                    |
| 1960 Рим            | не принимала участие | не принимала участие | не принимала участие | не принимала участие | не принимала участие | не принимала участие |
| 1964 Токио          | 11                   | 0                    | 0                    | 0                    | 0                    | —                    |
| 1968 Мехико         | не принимала участие | не принимала участие | не принимала участие | не принимала участие | не принимала участие | не принимала участие |
| 1972 Мюнхен         | 9                    | 0                    | 0                    | 0                    | 0                    | —                    |
| 1976—1992           | не принимала участие | не принимала участие | не принимала участие | не принимала участие | не принимала участие | не принимала участие |
| 1996 Атланта        | 5                    | 0                    | 0                    | 0                    | 0                    | —                    |
| 2000 Сидней         | 4                    | 0                    | 0                    | 0                    | 0                    | —                    |
| 2004 Афины          | 4                    | 0                    | 0                    | 0                    | 0                    | —                    |
| 2008 Пекин          | 4                    | 0                    | 0                    | 0                    | 0                    | —                    |
| 2012 Лондон         | 6                    | 0                    | 0                    | 0                    | 0                    | —                    |
| 2016 Рио-де-Жанейро | 6                    | 0                    | 0                    | 0                    | 0                    | —                    |
| 2020 Токио          | 3                    | 0                    | 0                    | 0                    | 0                    | —                    |
| Итого               | Итого                | 0                    | 0                    | 0                    | 0                    |                      |